# Florent Schmitt
Florent Schmitt, född den 28 september 1870 i Blâmont (departementet Meurthe-et-Moselle), död den 17 augusti 1958 i Neuilly-sur-Seine (departementet Hauts-de-Seine), var en fransk tonsättare.
Schmitt var elev vid Pariskonservatoriet och belönades 1900 med Prix de Rome. År 1922 blev han direktör för Lyons konservatorium. Schmitt var en av de mest betydande franska komponisterna på sin tid. Hans närmast impressionistiska musik är tydligt påverkad av Debussy och av rysk musik. Schmitts produktion omfattar såväl orkesterverk som En été, Le palais hanté (efter Poe) och Rêves, La tragédie de Salome (bearbetad efter en balett) som teatermusik, klaverstycken, sånger med piano och med orkester men också för a cappellakör samt kammarmusikverk.

## Utmärkelser
- Resident på Villa Medici[6]
- Prix de Rome,  1900
- Kommendör av Hederslegionen,  1952
- Riddare av Leopoldsorden
- Kommendör av Rumänska kronorden

[Redigera Wikidata]